# Ligue des champions féminine de l'UEFA
Cet article concerne la Ligue des champions féminine. Pour la compétition masculine, voir Ligue des champions de l'UEFA.
La Ligue des champions féminine de l'UEFA (parfois appelée officieusement Ligue des championnes) est l'un des tournois de football féminin européen les plus importants du continent avec l'Euro. Il a été créé par l'UEFA en 2001 sous la dénomination de Coupe féminine de l'UEFA avant de prendre son nom actuel en 2009.
Pendant huit éditions, jusqu'en 2009, seuls les champions participaient à cette compétition. Cette période a été dominée par les clubs allemands et suédois qui ne laissent qu'une seule victoire à un club représentant une autre nation en 2007. À partir de 2009, les vice-champions des huit meilleures nations au coefficient UEFA participent également à la compétition.
Le club le plus titré est le club français de l'Olympique lyonnais avec 8 titres.

## Histoire

### Création de la Coupe de l'UEFA
Malgré la création d'un Championnat d'Europe des nations en 1984, l'idée d'une compétition européenne de football féminin concernant les clubs ne germe qu'au début du XXIe siècle. Une proposition est émise à l'occasion de la réunion du comité exécutif le 23 mai 2000. La première édition de cette coupe appelée « Coupe féminine de l'UEFA » se déroule dès la saison 2001-2002 entre trente-trois clubs ayant remporté leurs championnats nationaux. Le format de cette compétition se compose de deux phases, avec une première phase qualificative en septembre et octobre 2001 où les clubs sont répartis en huit groupes de quatre clubs. Chaque club arrivé en tête du groupe se qualifie pour une phase finale disputée en mars 2002, avec trois tours à matches aller-retour hormis la finale : quarts de finale, demi-finales et finale. Lors de ce tournoi final, on y retrouve les représentants de l'Angleterre (Arsenal LFC), de la France (Toulouse FC), du Danemark (Odense BK), de l'Allemagne (FFC Francfort), de la Suède (Umeå IK), de la Russie (Riazan TNK), de la Norvège (SK Trondheims-Ørn) et de la Finlande (Helsinki JK). La finale se dispute au Waldstadion de Francfort-sur-le-Main en Allemagne, le 22 mai 2002 où le FFC Francfort est la première équipe à inscrire son nom au palmarès de cette compétition en battant l'Umeå IK sur le score de deux buts à zéro, avec des buts de Birgit Prinz et Steffi Jones.

### 2003-2004: doublé d'Umeå IK
Lors de la deuxième édition, en 2002-2003, le format reste inchangé hormis la finale disputée en match aller-retour. On retrouve en quarts de finale quasiment les mêmes formations avec la présence de l'Arsenal LFC, du Toulouse FC, du FFC Francfort, de l'Umeå IK, du SK Trondheims-Ørn et du Helsinki JK. Deux nouvelles équipes atteignent les quarts de finale, les Danoises du Fortuna Hjørring et les Russes du CSK VVS Samara. Les Danoises créent la surprise en atteignant la finale où elles affrontent les Suédoises de l'Umeå IK emmenées par la Brésilienne Marta, les Suédoises Hanna Ljungberg, Frida Östberg et Malin Moström et la Finlandaise Laura Österberg Kalmari, et qui ont écarté les tenantes du titre du FFC Francfort aux tirs au but. En finale, les Suédoises remportent leur premier titre européen en s'imposant facilement quatre à un à domicile, puis trois à zéro au Danemark.
La saison en 2003-2004 confirme la tendance des clubs allemands et scandinaves à dominer la compétition. La finale oppose les deux clubs ayant déjà inscrit leurs noms au palmarès, et l'Umeå IK confirme sa supériorité sur le continent européen en disposant du FFC Francfort trois buts à zéro en Suède et cinq buts à zéro en Allemagne, grâce notamment à Marta, Frida Östberg et Anna Sjöström. Il inscrit donc une deuxième fois son nom au palmarès en mettant fin à l'invincibilité du club allemand qui subit ses deux premières défaites en compétition européenne.

### 2005-2006: domination des clubs allemands

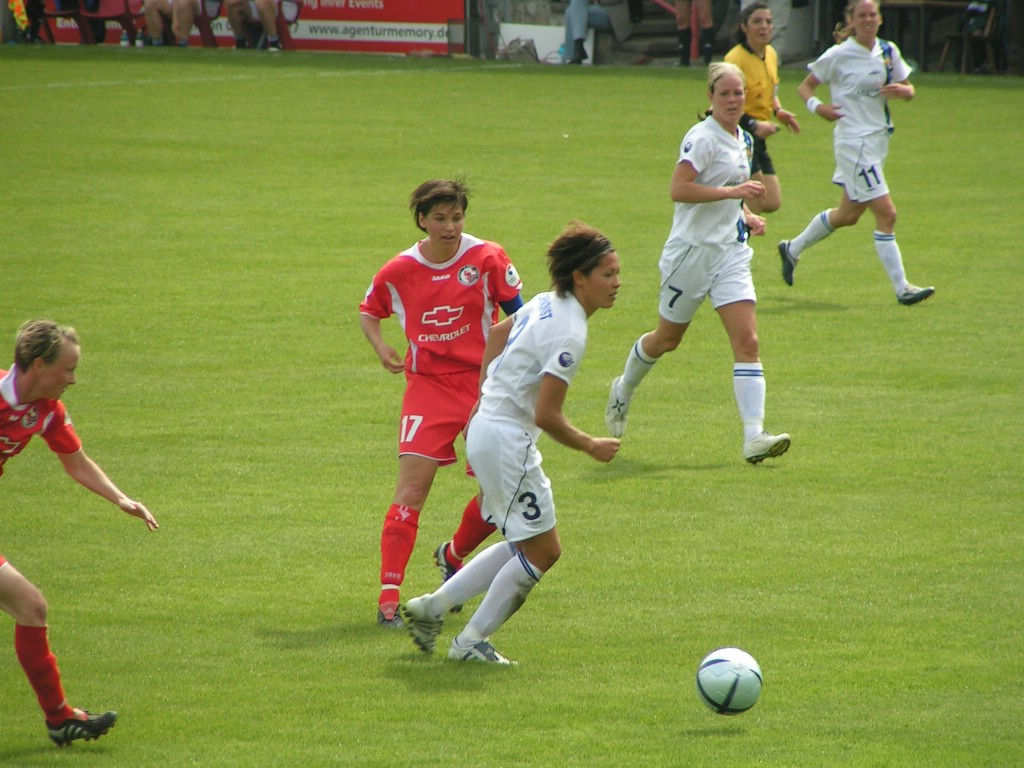
Finale retour entre le FFC Turbine Potsdam (en rouge) et le Djurgården/Älvsjö (en blanc).

L'édition 2004-2005 est modifié, puisque les quarts de finale sont précédés de deux tours de qualification. Les quarts de finale sont atteints pour la première fois par un club italien, le Torres CF, et par un club biélorusse, le FC Bobruitchanka. La finale oppose de nouveau un club suédois, le Djurgården/Älvsjö, à un club allemand, le FFC Turbine Potsdam, qui connaissent tous deux leur première finale européenne. Après deux succès suédois lors des deux précédentes éditions, ce sont les Allemandes emmenées par Conny Pohlers et Petra Wimbersky qui s'imposent deux buts à zéro en Suède puis trois buts à un en Allemagne.
Lors de l'édition 2005-2006, les deux clubs allemands qualifiés, le FFC Turbine Potsdam et le FFC Francfort, proposent pour la première fois une opposition en finale entre deux clubs issus de la même nation. Le FFC Turbine Potsdam a écarté successivement le Valur Reykjavík et le Montpellier HSC, alors que le FFC Francfort a écarté l'Arsenal LFC et le Djurgården/Älvsjö. Le FFC Francfort remporte le match aller quatre à zéro à Potsdam puis confirme à domicile en s'imposant trois buts à deux devant 13 200 spectateurs. Il inscrit pour la deuxième fois son nom au palmarès et compte dans ses rangs Renate Lingor, Birgit Prinz et Kerstin Garefrekes.

### 2007: Arsenal LFC, nouveau champion
L'édition 2006-2007 sacre pour la première fois un club ni suédois ni allemand, et démontre l'expansion de cette compétition. Les deux représentants allemands, le FFC Francfort et le FFC Turbine Potsdam, sont éliminés tous deux en quart de finale respectivement par les Norvégiennes du Kolbotn Fotball et les Danoises du Brøndby IF. Cependant, ces deux clubs sont éliminés en demi-finale par les Suédoises de l'Umeå IK et les Anglaises de l'Arsenal LFC. Les Suédoises, bien que disputant leur quatrième finale de leur histoire face à des Anglaises qui atteignent pour la première fois ce stade de la compétition, sont surprises à domicile un but à zéro au match aller par Alex Scott. Au retour, les Anglaises préservent cette avance et obtiennent un match nul zéro partout et célèbrent leur premier titre continental. L'Arsenal LFC compte dans ses rangs, outre Alex Scott, Lianne Sanderson, Karen Carney, Rachel Yankey, Faye White, Jayne Ludlow et la gardienne Emma Byrne.

### 2008-2010: retour des clubs allemands

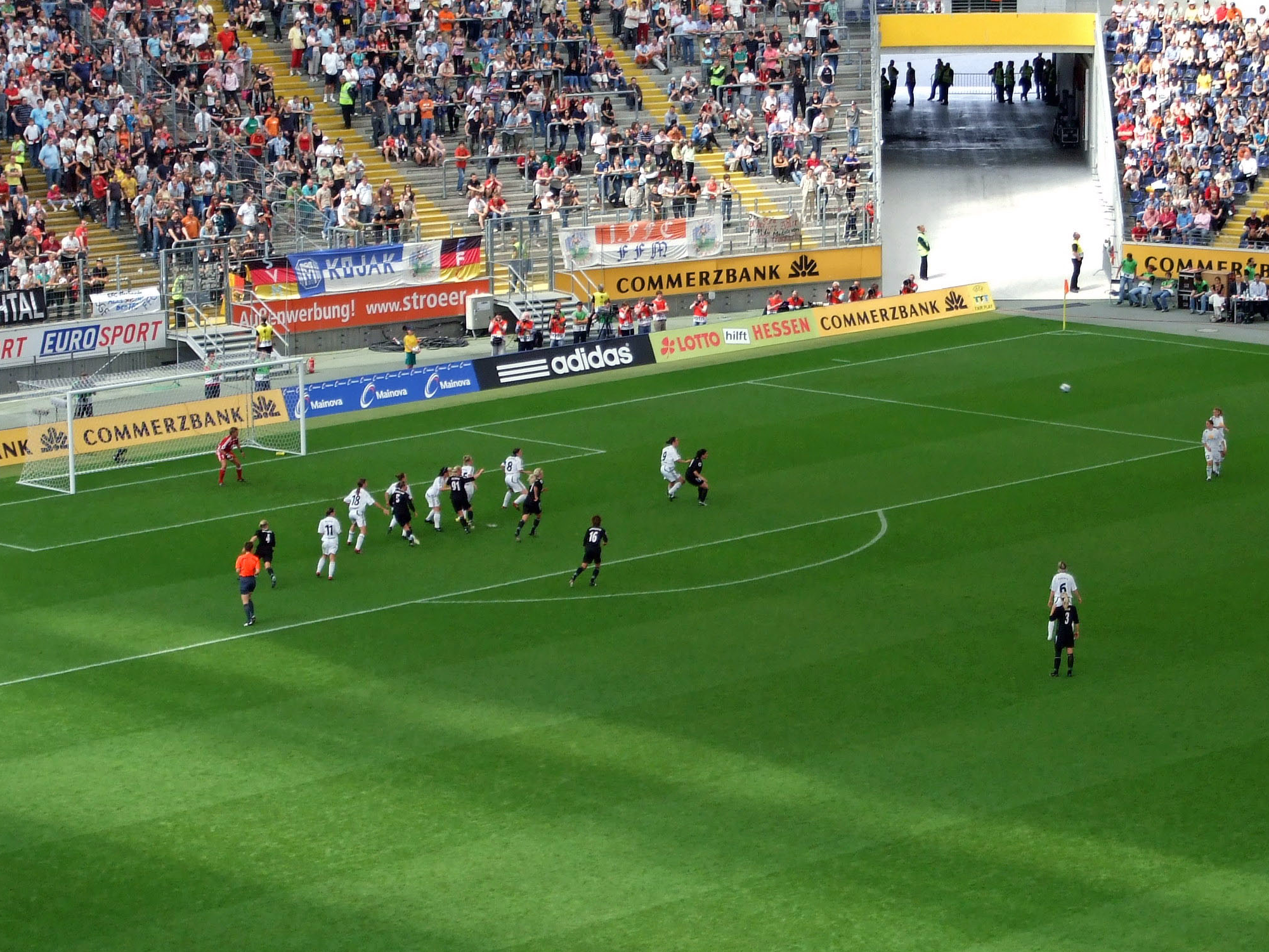
Finale retour entre le FFC Francfort (en noir) et l'Umeå IK (en blanc).

Lors de la saison 2007-2008, les tenantes du titre, l'Arsenal LFC, sont éliminées en quart de finale par les Françaises de l'Olympique lyonnais sur des buts de Katia, Camille Abily et Elodie Thomis. Ces dernières sont opposées en demi-finale aux Suédoises de l'Umeå IK qui se qualifient pour la finale après deux matchs nuls à la faveur d'un but marqué à l'extérieur (1-1 à Lyon, 0-0 à Umeå). En finale, elles sont opposées aux Allemandes du FFC Francfort, celle-ci s'étant qualifiées en éliminant les Italiennes de l'ASDCF Bardolino Vérone en demi-finale. La finale aller en Suède voit les deux équipes se quitter sur un score de parité un but partout. La finale retour en Allemagne devant 27 640 spectateurs tourne à l'avantage des Allemandes sur le score de trois buts à deux qui remportent le troisième titre de leur histoire avec dans ses rangs Conny Pohlers et Petra Wimbersky.
L'édition 2008-2009 est remportée par un nouveau club allemand, le FCR Duisbourg. Celui-ci élimine le tenant du titre, le FFC Francfort, en quart de finale (3-1, 2-0), puis l'Olympique Lyonnais en demi-finale (1-1, 3-1). En finale, les Allemandes sont opposées aux Russes du Zvezda 2005 qui ont éliminé le Brøndby IF et l'Umeå IK. La finale aller est une formalité pour le club allemand qui s'impose six buts à zéro avec un triplé d'Inka Grings, un doublé de Femke Maes et un but de Fatmire Bajramaj avant de faire un match nul un partout au retour devant 28 112 spectateurs qui devient un record dans la compétition.

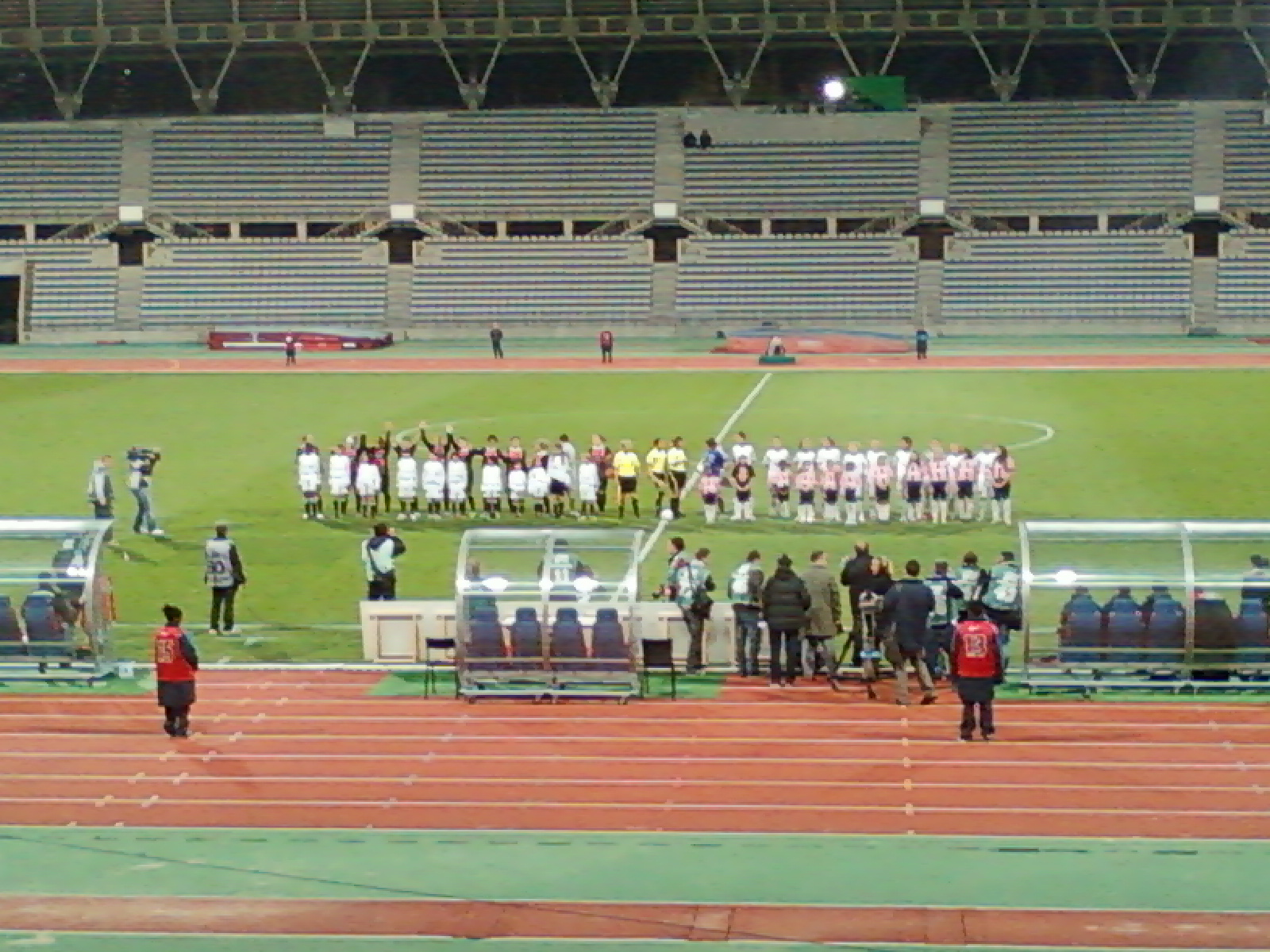
Match entre le Paris Saint-Germain et le FFC Francfort au stade Charléty le 9 novembre 2011.

L'édition 2009-2010 change de nom. La Coupe UEFA est désormais appelée la Ligue des champions. 53 clubs prennent part à la compétition et les nations ayant un bon coefficient UEFA ont le droit d'aligner deux clubs (le champion et le vice-champion). Pour cette première édition, sont concernés l'Allemagne, la Suède, l'Angleterre, la France, le Danemark, la Russie, la Norvège et l'Italie. Le tenant du titre étant également qualifié, l'Allemagne a trois représentants. La finale est désormais disputée sur un match unique, deux jours avant la finale masculine. Le FFC Turbine Potsdam remporte la première Ligue des champions en battant l'Olympique lyonnais aux tirs au but à l'issue de la finale tenue à Getafe.

### 2011-2012: suprématie de l'Olympique lyonnais
Les deux équipes finalistes de l'édition précédente se retrouvent une nouvelle fois en finale lors de l'édition 2010-2011 à Londres, le 26 mai 2011, et voit les Lyonnaises l'emporter sur le score de deux buts à zéro.
En 2011-2012, les Lyonnaises battent à Munich, le 17 mai 2012, le FFC Francfort sur le même score.

### 2013-2015: les clubs allemands règnent de nouveau
La saison 2012-2013 marque un changement de domination lorsque l'Olympique lyonnais, double tenant du titre et finaliste pour la quatrième fois consécutive, s'incline, le 23 mai 2013 à Londres, face au VfL Wolfsbourg, sur le score de 1-0 et un pénalty de Martina Müller à la 73e minute.
En 2013-2014, à Lisbonne, le VfL Wolfsbourg conserve son titre après une victoire face au club suédois de Tyresö FF lors d'un match prolifique (4-3 en faveur des allemandes).
La suprématie allemande se confirme la saison suivante, le FFC Francfort remportant le 4e titre de son histoire en battant en toute fin de match le Paris Saint-Germain, 2-1 à Berlin.

### 2016-2020: quintuplé de l'Olympique lyonnais et première finale 100 % française
La saison 2015-2016 voit l'Olympique lyonnais prendre sa revanche sur le VfL Wolfsbourg (1-1, 4-3 aux tirs au but), à Reggio d'Émilie. Le club rhodanien est sacré pour la troisième fois de son histoire.
En 2016-2017 à Cardiff, la finale oppose, pour la seconde fois, deux clubs d'un même pays, et pour la première fois, deux équipes françaises : l'Olympique lyonnais, tenant du titre, et le Paris Saint-Germain. L'Olympique lyonnais s'impose aux tirs au but (0-0, 7-6) comme en 2016.
En 2017-2018 au stade Dynamo Lobanovski de Kiev, la finale oppose de nouveau l'Olympique lyonnais au VfL Wolfsbourg. Les Lyonnaises l'emportent après prolongation 4-1 (0-0 après le temps réglementaire).
En 2018-2019 au Stade de Ferencváros, l'Olympique lyonnais se retrouve de nouveau en finale, cette fois face au FC Barcelone, après avoir éliminé Chelsea en demi-finales. Lyon part fort en ouvrant le score à la 5e minute de jeu par l'intermédiaire de Dzsenifer Marozsán, puis Ada Hegerberg marque un triplé pour donner un avantage de 4 buts à 0 à son équipe à la mi-temps. Un seul but sera inscrit en seconde période, Asisat Oshoala réduisant le score en fin de match. Le score final est de 4 buts à 1.
En 2019-2020, au stade d'Anoeta à San Sebastian, l'Olympique lyonnais affronte à nouveau en finale le Vfl Wolfsburg, cette fois-ci à huis clos, et l'emporte 3-1 à l'issue du match, remportant un cinquième titre consécutif.

### 2021: chute de l'Olympique lyonnais, vainqueur barcelonais inédit
Le 18 avril 2021, le Paris Saint-Germain élimine l'Olympique lyonnais en quarts de finale de la compétition — pour la première fois depuis 2015, le club rhodanien qui restait sur cinq victoires consécutives n'atteint pas la finale. Avec la défaite du club parisien face au FC Barcelone (1-1, 1-2) et la victoire de Chelsea sur les Allemandes du Bayern Munich (1-2, 4-1) au stade des demies, c'est la troisième fois qu'aucun club allemand ou français n'atteint la finale — une première depuis 2007 (finale anglo-suédoise Arsenal LFC – Umeå IK).
À l'issue d'une finale à sens unique, le FC Barcelone s'impose 4-0 contre Chelsea. C'est la première fois qu'un club espagnol remporte la compétition, grâce notamment à un investissement et une structuration récente de la section féminine du grand club catalan. Le FC Barcelone devient le premier club à remporter la Ligue des champions féminine après avoir décroché l'équivalent masculin à cinq reprises.

### 2022: nouvelle formule, nouveau titre de l'Olympique lyonnais
À partir de la saison 2021-2022, pour augmenter l'intérêt et l'attractivité de la Ligue des champions féminine, l'UEFA mettra en place une nouvelle formule de la compétition avec une phase de groupes, de quatre poules de quatre équipes, remplaçant les seizièmes et huitièmes de finale actuels. Les deux premiers de chaque groupe se qualifiant pour les quarts de finale. La phase de groupe sera précédée de deux tours de qualification, divisés en voie des championnes et voie de la Ligue. Le premier tour se fera sous la forme de mini-tournois à élimination directe avec une demi-finale, un match pour la troisième place et une finale, tandis que le deuxième tour sera une confrontation aller-retour. Enfin les droits TV de la compétition seront centralisés pour la première fois. 
À l'issue d'un match dans lequel l'Olympique lyonnais a rapidement mené 3-0 face au FC Barcelone, l'équipe française s'est finalement imposée 3-1. L'Olympique lyonnais est de retour sur le toit de l'Europe face à une solide équipe catalane donnée favorite avant le match. C'est le huitième succès des Fenottes dans cette compétition.

### 2023-2024: confirmation pour Barcelone
La saison 2022-2023 se conclut sur la victoire du FC Barcelone en finale contre le VfL Wolfsburg, les Blaugranas retournant totalement la situation, en étant menées 2-0 à la mi-temps pour finalement s'imposer par 3 buts à 2.
La saison suivante se termine également sur une victoire des Barcelonaises en finale, cette fois contre l'Olympique lyonnais sur le score de 2-0.

### Nouveau format en 2025-2026
En décembre 2023, le comité exécutif de l'UEFA annonce une nouvelle formule pour la Ligue des champions féminine à partir de la saison 2025-2026, à l'instar des nouvelles formules des compétitions masculines adoptées à partir la saison 2024-2025. La compétition se décomposera en une phase de ligue à 18 équipes, chaque équipe jouant trois matchs à domicile et trois matchs à l'extérieur, suivie d'une phase à élimination directe. De plus, une deuxième compétition de clubs sera créée, dans un format à élimination directe, la UEFA Women's Europa Cup.

## Autour de la compétition

### Trophée
Le trophée est en argent fin, orné du logo de la compétition de 2009. Il mesure 60 centimètres de haut et pèse 10 kilos. Le trophée original, qui peut être par exemple vu lors de la finale de la compétition, est lui conservé par l'UEFA tandis qu'une réplique à l'identique de celui-ci est remise au club vainqueur. Tout club qui remporte la compétition trois fois de suite ou cinq fois au total reçoit une distinction spéciale, prenant la forme d'un badge porté par les joueuses pendant les matchs de Ligue des Champions, qui mentionne le nombre de victoires totales de la compétition par le club.

### Logo
Un nouveau logo, appelée « Anneau des étoiles » ou « Ring of Stars », est dévoilé lors du tirage au sort du tour de qualification de la Ligue des champions féminine de l'UEFA 2009-2010 au siège de l'UEFA à Nyon. Le logo comprend onze étoiles, soit le nombre de joueuses dans une équipe, formant une couronne. Le logo change légèrement pour accentuer le Women's en 2011-2012, avant de changer de couleurs de 2012 à 2021. 
En 2021, le logo connaît une nouvelle modification avec une typographie différente et une couleur dominante bleue.

Logo de la Coupe féminine de l'UEFA entre 2001 et 2009.
Logo de la Ligue des champions entre 2009 et 2011.
Logo de la Ligue des champions entre 2011 et 2012.
Logo de la Ligue des champions de 2012 à 2021.
Logo de la Ligue des champions depuis 2021.

### Hymne officiel
Un nouvel hymne est introduit à partir de la saison 2021-2022. Les paroles sont déclamées dans les trois langues officielles de l'UEFA, à savoir le français, l'anglais et l'allemand. Créé par l'agence musicale MassiveMusic, il est enregistré par le Groot Omroepkoor, le chœur de la radiodiffusion néerlandaise.

## Palmarès

### Palmarès par édition
| N°                                     | Édition                  | Vainqueur                | Score                    | Finaliste                | Lieu                                                                     | Affluence                | Note                     |
| Coupe féminine de l'UEFA               | Coupe féminine de l'UEFA | Coupe féminine de l'UEFA | Coupe féminine de l'UEFA | Coupe féminine de l'UEFA | Coupe féminine de l'UEFA                                                 | Coupe féminine de l'UEFA | Coupe féminine de l'UEFA |
| -------------------------------------- | ------------------------ | ------------------------ | ------------------------ | ------------------------ | ------------------------------------------------------------------------ | ------------------------ | ------------------------ |
| 1                                      | 2002                     | FFC Francfort            | 2 – 0                    | Umeå IK                  | Waldstadion, Francfort                                                   | 12 106                   |                          |
| 2                                      | 2003                     | Umeå IK                  | 4 – 1 3 – 0              | Fortuna Hjørring         | Gammliavallen, Umeå Hjørring Stadium, Hjørring                           | 7 648 2 119              | all.ret.                 |
| 3                                      | 2004                     | Umeå IK (2)              | 3 – 0 5 – 0              | FFC Francfort            | Gammliavallen, Umeå Stadion am Brentanobad, Francfort                    | 5 409 9 500              | all.ret.                 |
| 4                                      | 2005                     | FFC Turbine Potsdam      | 2 – 0 3 – 1              | Djurgården/Älvsjö        | Stade olympique de Stockholm, Stockholm Karl-Liebknecht-Stadion, Potsdam | 1 382 8 677              | all.ret.                 |
| 5                                      | 2006                     | FFC Francfort (2)        | 4 – 0 3 – 2              | FFC Turbine Potsdam      | Karl-Liebknecht-Stadion, Potsdam Stade Bornheimer Hang, Francfort        | 4 431 13 200             | all.ret.                 |
| 6                                      | 2007                     | Arsenal LFC              | 1 – 0 0 – 0              | Umeå IK                  | Gammliavallen, Umeå Meadow Park, Borehamwood                             | 6 265 3 467              | all.ret.                 |
| 7                                      | 2008                     | FFC Francfort (3)        | 1 – 1 3 – 2              | Umeå IK                  | Gammliavallen, Umeå Waldstadion, Francfort                               | 4 128 27 640             | all.ret.                 |
| 8                                      | 2009                     | FCR Duisbourg            | 6 – 0 1 – 1              | Zvezda 2005              | Stade central, Kazan MSV-Arena, Duisbourg                                | 700 28 112               | all.ret.                 |
| Ligue des champions féminine de l'UEFA |                          |                          |                          |                          |                                                                          |                          |                          |
| 9                                      | 2010                     | FFC Turbine Potsdam (2)  | 0 – 0                    | Olympique lyonnais       | Coliseum Alfonso Pérez, Getafe                                           | 10 372                   | 7 – 6 t.a.b.             |
| 10                                     | 2011                     | Olympique lyonnais       | 2 – 0                    | FFC Turbine Potsdam      | Craven Cottage, Londres                                                  | 14 302                   |                          |
| 11                                     | 2012                     | Olympique lyonnais (2)   | 2 – 0                    | FFC Francfort            | Stade olympique de Munich, Munich                                        | 50 212                   |                          |
| 12                                     | 2013                     | VfL Wolfsburg            | 1 – 0                    | Olympique lyonnais       | Stamford Bridge, Londres                                                 | 19 218                   |                          |
| 13                                     | 2014                     | VfL Wolfsburg (2)        | 4 – 3                    | Tyresö FF                | Stade du Restelo, Lisbonne                                               | 10 000                   |                          |
| 14                                     | 2015                     | FFC Francfort (4)        | 2 – 1                    | Paris Saint-Germain      | Stade Friedrich-Ludwig, Berlin                                           | 17 147                   |                          |

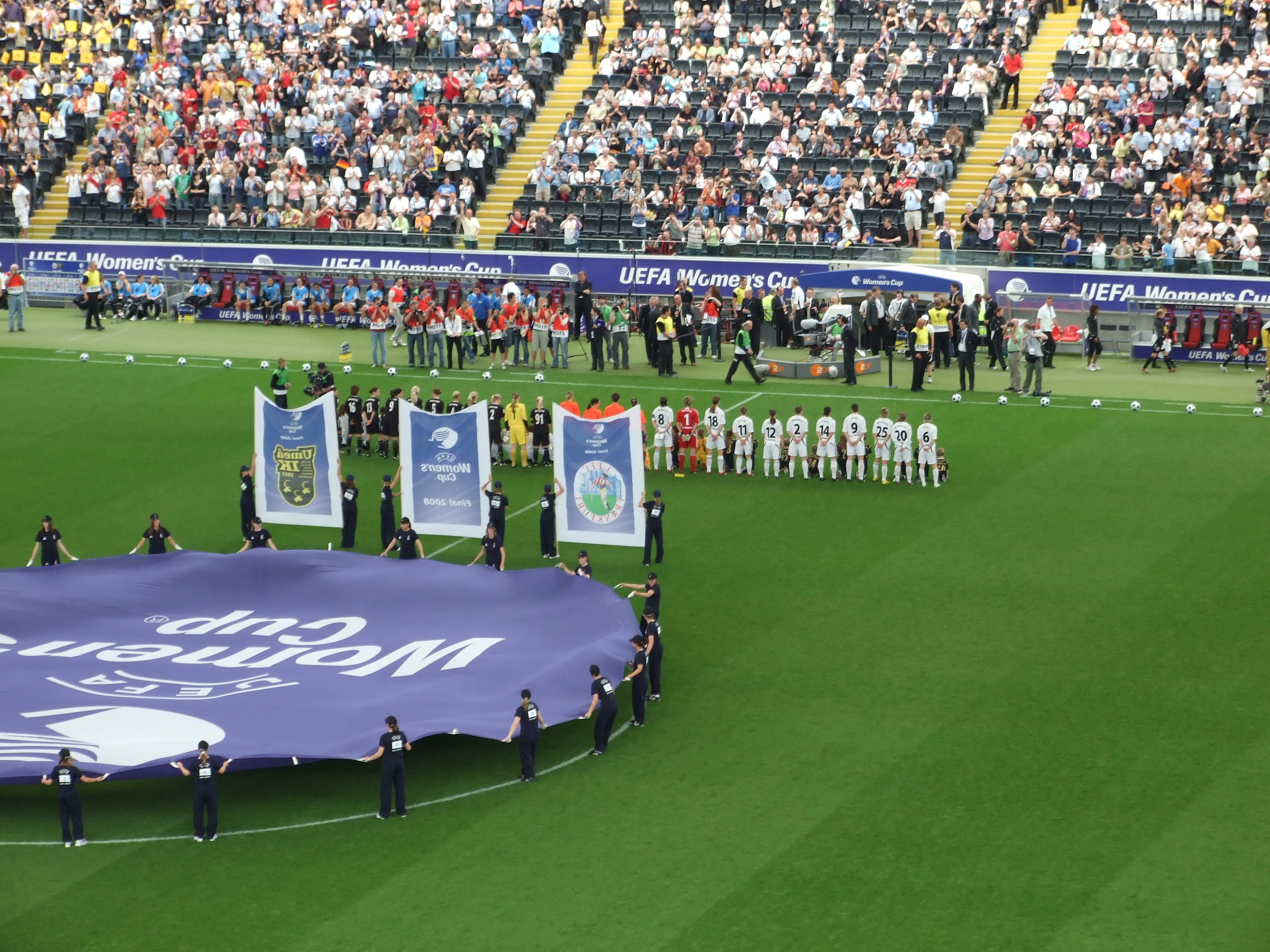
Finale retour de la Coupe féminine de l'UEFA 2007-2008

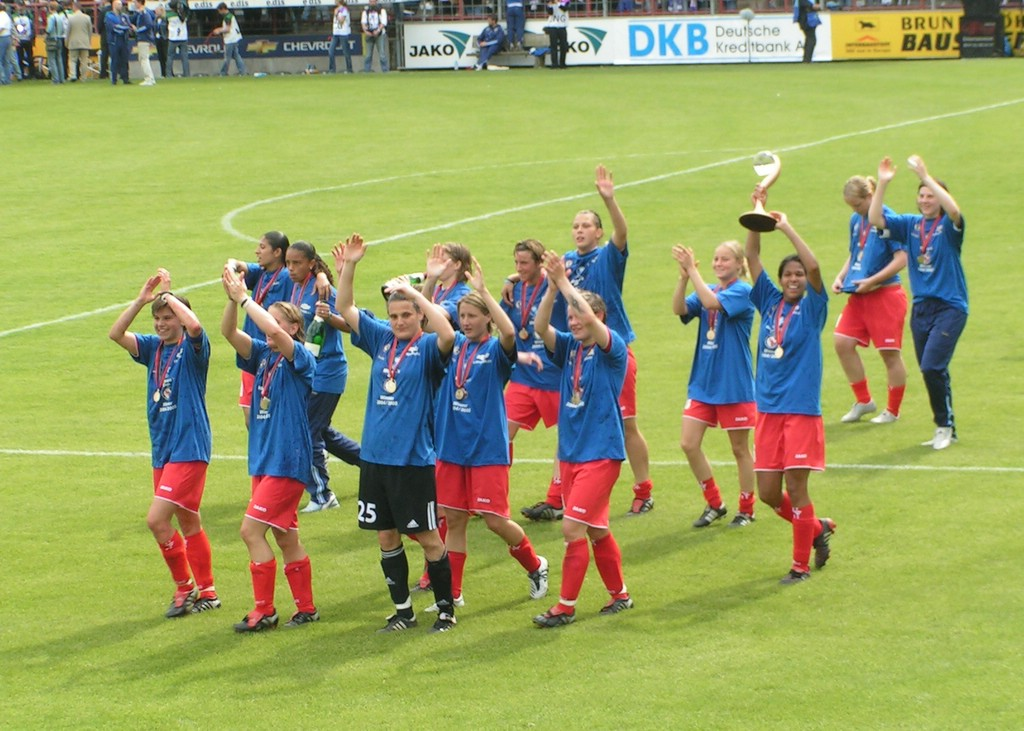
Le FFC Turbine Potsdam avec la Coupe en 2005.

| 15                                     | 2016                     | Olympique lyonnais (3)   | 1 – 1                    | VfL Wolfsburg            | Stade Reggio Emilia Città del Tricolore, Reggio d'Émilie                 | 15 117                   | 4 – 3 t.a.b.             |
| 16                                     | 2017                     | Olympique lyonnais (4)   | 0 – 0                    | Paris Saint-Germain      | Cardiff City Stadium, Cardiff                                            | 22 433                   | 7 – 6 t.a.b.             |
| 17                                     | 2018                     | Olympique lyonnais (5)   | 4 – 1ap                  | VfL Wolfsburg            | Stade Dynamo Lobanovski, Kiev                                            | 14 237                   | ap                       |
| 18                                     | 2019                     | Olympique lyonnais (6)   | 4 – 1                    | FC Barcelone             | Stade de Ferencváros, Budapest                                           | 19 487                   |                          |
| 19                                     | 2020                     | Olympique lyonnais (7)   | 3 – 1                    | VfL Wolfsburg            | Stade d'Anoeta, Saint-Sébastien                                          | huis-clos                |                          |
| 20                                     | 2021                     | FC Barcelone             | 4 – 0                    | Chelsea                  | Gamla Ullevi, Göteborg                                                   | huis-clos                |                          |
| 21                                     | 2022                     | Olympique lyonnais (8)   | 3 – 1                    | FC Barcelone             | Juventus Stadium, Turin                                                  | 32 257                   |                          |
| 22                                     | 2023                     | FC Barcelone (2)         | 3 – 2                    | VfL Wolfsburg            | PSV Stadion, Eindhoven                                                   | 33 147                   |                          |
| 23                                     | 2024                     | FC Barcelone (3)         | 2 – 0                    | Olympique lyonnais       | Stade San Mamés, Bilbao                                                  | 50 827                   |                          |
| 24                                     | 2025                     | Arsenal WFC (2)          | 1 – 0                    | FC Barcelone             | Estádio José Alvalade, Lisbonne                                          | 38 356                   |                          |
| 25                                     | 2026                     |                          | –                        |                          | Ullevaal Stadion, Oslo                                                   |                          |                          |

### Palmarès par club
Huit clubs ont remporté le tournoi depuis sa création en 2001. L'Olympique lyonnais est le club le plus titré de l'histoire de la Ligue des champions avec un total de huit titres en onze finales jouées. il est aussi le seul club à avoir remporté la compétition cinq fois consécutivement (2016, 2017, 2018, 2019 et 2020).
Outre Lyon, six ont remporté la compétition à plusieurs reprises : le FFC Francfort (quatre victoires pour six finales disputées), le FC Barcelone (trois victoires pour cinq finales disputées), le VfL Wolfsburg (deux victoires pour six finales disputées), Umeå IK (deux victoires pour cinq finales disputées), le FFC Turbine Potsdam (deux victoires pour quatre finales disputées) et Arsenal WFC (deux victoires pour deux finales disputées). Le FCR Duisbourg a remporté la seule finale qu'il a disputée.
Six clubs ont atteint la finale sans jamais parvenir à la gagner : deux clubs suédois, Djurgården/Älvsjö et Tyresö FF, le club danois de Fortuna Hjørring, le club russe de Zvezda 2005, le club anglais de Chelsea et le Paris Saint-Germain, le finaliste le plus malheureux avec deux finales jouées et aucune victoire.
Sur les vingt-trois éditions, les clubs allemands en ont remporté neuf, un club français, huit, un club espagnol, trois, un club suédois, deux et un club anglais, deux.
| Rang | Club                | Victoires (éditions)                               | Finales perdues (éditions) |
| ---- | ------------------- | -------------------------------------------------- | -------------------------- |
| 1    | Olympique lyonnais  | 8 (2011, 2012, 2016, 2017, 2018, 2019, 2020, 2022) | 3 (2010, 2013, 2024)       |
| 2    | FFC Francfort       | 4 (2002, 2006, 2008, 2015)                         | 2 (2004, 2012)             |
| 3    | FC Barcelone        | 3 (2021, 2023, 2024)                               | 3 (2019, 2022, 2025)       |
| 4    | VfL Wolfsburg       | 2 (2013, 2014)                                     | 4 (2016, 2018, 2020, 2023) |
| 5    | Umeå IK             | 2 (2003, 2004)                                     | 3 (2002, 2007, 2008)       |
| 6    | FFC Turbine Potsdam | 2 (2005, 2010)                                     | 2 (2006, 2011)             |
| 7    | Arsenal WFC         | 2 (2007, 2025)                                     | 0                          |
| 8    | FCR Duisbourg       | 1 (2009)                                           | 0                          |
| 9    | Paris Saint-Germain | 0                                                  | 2 (2015, 2017)             |
| 10   | Fortuna Hjørring    | 0                                                  | 1 (2003)                   |
| 10   | Djurgården/Älvsjö   | 0                                                  | 1 (2005)                   |
| 10   | Zvezda 2005         | 0                                                  | 1 (2009)                   |
| 10   | Tyresö FF           | 0                                                  | 1 (2014)                   |
| 10   | Chelsea             | 0                                                  | 1 (2021)                   |

### Palmarès par nation
Les clubs de cinq pays différents ont fourni les vainqueurs du tournoi. Les clubs allemands ont connu le plus de succès, remportant un total de neuf éditions. La France est deuxième avec huit victoires, tandis que l'Espagne complète le podium (3), la Suède et l'Angleterre comptant deux victoires. Le Danemark et la Russie ont eux envoyé des clubs en finale sans réussir à soulever la coupe.
| Rang | Pays       | Victoires | Finales perdues |
| ---- | ---------- | --------- | --------------- |
| 1    | Allemagne  | 9         | 8               |
| 2    | France     | 8         | 5               |
| 3    | Espagne    | 3         | 3               |
| 4    | Suède      | 2         | 5               |
| 5    | Angleterre | 2         | 1               |
| 6    | Danemark   | 0         | 1               |
| 6    | Russie     | 0         | 1               |

## Statistiques

### Records et statistiques par club
- L'Olympique lyonnais est le club le plus titré avec 8 victoires au total.
- L'Olympique lyonnais est le club ayant joué le plus de finales avec 11 finales au total.
- Le VfL Wolfsburg est le club ayant échoué le plus de fois en finale, avec 4 échecs.
- Umeå IK détient le record d'échecs consécutifs en finale (2).
- Depuis 2015, le FFC Francfort détient le record du plus grand écart entre deux titres (7 ans).
- Le FCR Duisbourg est la seule équipe à avoir remporté autant de fois la Ligue des champions que son championnat national (1).
- La rencontre Tyresö FF 3-4 VfL Wolfsbourg est le match le plus prolifique réalisé lors d'une finale (2014).
- L'Olympique lyonnais (2008-2014) et le FC Barcelone (2019-2025 ; série en cours) sont les seuls clubs à être parvenus en demi-finales de la Ligue des champions 7 fois consécutivement.
- Sept clubs ont remporté la compétition en étant invaincus :
  - Le FFC Francfort avec 7 victoires et 1 match nul en 2001-2002, 6 victoires et 3 matchs nuls en 2007-2008 et 8 victoires et 1 matchs nul en 2014-2015.
  - Umeå IK avec 6 victoires et 3 matchs nuls en 2002-2003 et 9 victoires en 2003-2004.
  - Le FFC Turbine Potsdam avec 8 victoires et 1 match nul en 2004-2005.
  - Arsenal avec 7 victoires et 2 matchs nuls en 2006-2007.
  - Le FCR Duisbourg avec 7 victoires et 2 matchs nuls en 2008-2009.
  - L'Olympique lyonnais avec 8 victoires et 1 match nul en 2010-2011, 2011-2012, 2017-2018 et 2018-2019, 7 victoires et 2 matchs nuls en 2015-2016 et 7 victoires en 2019-2020.
  - Le VfL Wolfsbourg avec 8 victoires et 1 match nul en 2012-2013 et 2013-2014.
- La victoire 21-0 de l'Apollon Limassol sur le KS Ada (saison 2012-2013, tour de qualification) représente à la fois le plus grand nombre de buts dans un match (21) et le plus grand nombre de buts pour une seule équipe (21). C'est également le plus gros écart enregistré dans la compétition.
- L'Olympique lyonnais (2016-2020) et le FC Barcelone (2019-2025 ; série en cours) sont les seuls clubs à être parvenus en finale de la Ligue des champions 5 fois consécutivement.
- La rencontre Olympique lyonnais-VfL Wolfsbourg (2013, 2016, 2018, 2020) est la plus représentée en finale (4), il s'agit également du match le plus joué de l'histoire la compétition (8 fois).
- L'Olympique lyonnais détient le record de victoires consécutives en C1 (5).
- L'Olympique lyonnais détient le record du coefficient UEFA des clubs féminins le plus élevé avec 145.680 obtenu à l'issue de la saison 2019-2020, et le précédent record avec 132.885 à l'issue de la saison de 2012-2013.

### Records et statistiques par nation
- L'Allemagne est le pays qui a gagné le plus de fois la compétition (9).
- L'Allemagne est le pays ayant échoué le plus de fois en finale (8).
- L'Allemagne est le pays ayant disputé le plus de finales (16 dont une 100% allemande).
- La France détient le record de victoires consécutives en C1 (5).
- L'Allemagne est le pays ayant gagné la compétition avec le plus grand nombre de clubs différents (4) : le FFC Francfort, le FFC Turbine Potsdam, le FCR Duisbourg et le VfL Wolfsbourg.
- L'Allemagne est le pays ayant fourni le plus grand nombre de clubs finalistes différents (4) : le FFC Francfort, le FFC Turbine Potsdam, le FCR Duisbourg et le VfL Wolfsbourg.
- Il n'y a eu que deux finales où un seul pays était représenté :
  - finale 100 % allemande en 2006 (FFC Francfort-FFC Turbine Potsdam) ;
  - finale 100 % française en 2017 (Olympique lyonnais-Paris-Saint Germain).
- L'Allemagne est la seule nation à avoir remporté la Ligue des Champions et l'Euro la même année (2005, 2009 et 2013).
- L'Espagne est la seule nation à avoir remporté la Ligue des Champions et la Coupe du monde féminine de football la même année (2023).

### Record et statistiques par joueuses

#### Joueuses les plus capées
Ce tableau présente le classement des dix joueuses les plus capées de Ligue des champions.
Les joueuses encore actives sont inscrites en caractères gras ainsi que leur club.
Dernière mise à jour le 21 octobre 2022.
| Rang | Joueuse           | Période   | Clubs successifs                                                                            | Matches |
| ---- | ----------------- | --------- | ------------------------------------------------------------------------------------------- | ------- |
| 1.   | Wendie Renard     | 2007-     | Olympique lyonnais (103)                                                                    | 103     |
| 2.   | Alexandra Popp    | 2008-     | FCR Duisbourg (24), VfL Wolfsburg (62)                                                      | 86      |
| 3.   | Ramona Bachmann   | 2007-     | Umeå IK (20), FC Rosengård (17), VfL Wolfsburg (10), Chelsea (14), Paris Saint-Germain (21) | 82      |
| 3.   | Eugénie Le Sommer | 2010-     | Olympique lyonnais (82)                                                                     | 82      |
| 5.   | Camille Abily     | 2004-2018 | Montpellier HSC (14), Olympique lyonnais (67)                                               | 81      |
| 6.   | Sarah Bouhaddi    | 2006-     | Paris FC (ex-FCF Juvisy) (1), Olympique lyonnais (76), Paris Saint-Germain (3)              | 80      |
| 6.   | Amandine Henry    | 2007-     | Olympique lyonnais (80)                                                                     | 80      |
| 8.   | Emma Byrne        | 2001-2014 | Arsenal (77)                                                                                | 77      |
| 9.   | Anja Mittag       | 2004-2019 | FFC Turbine Potsdam (39), FC Rosengård (23), Paris Saint-Germain (7), VfL Wolfsburg (5)     | 74      |
| 10.  | Lara Dickenmann   | 2009-2020 | FC Sursee (3), Olympique lyonnais (43), VfL Wolfsburg (27)                                  | 73      |
| 10.  | Saki Kumagai      | 2011-     | FFC Francfort (8), Olympique lyonnais (54), Bayern Munich (11)                              | 73      |

#### Meilleures buteuses
Ce tableau présente le classement des dix meilleures buteuses de Ligue des champions,,.
Les joueuses encore actives sont inscrites en caractères gras ainsi que leur club.
Dernière mise à jour le 26 mars 2025.
| Rang | Joueuse           | Période   | Clubs successifs                                                     | Buts |
| ---- | ----------------- | --------- | -------------------------------------------------------------------- | ---- |
| 1.   | Ada Hegerberg     | 2012-     | Stabæk (2), FFC Turbine Potsdam (2), Olympique lyonnais (62)         | 66   |
| 2.   | Anja Mittag       | 2004-2019 | FFC Turbine Potsdam (36), FC Rosengård (12), Paris Saint-Germain (3) | 51   |
| 2.   | Eugénie Le Sommer | 2010-     | Olympique lyonnais (51)                                              | 51   |
| 4.   | Conny Pohlers     | 2004-2014 | FFC Turbine Potsdam (26), FFC Francfort (8), VfL Wolfsbourg (14)     | 48   |
| 5.   | Marta             | 2004-2023 | Umeå IK (30), Tyresö FF (7), FC Rosengård (9)                        | 46   |
| 6.   | Camille Abily     | 2004-2018 | Olympique lyonnais (43)                                              | 43   |
| 7.   | Kim Little        | 2006-     | Hibernian (0), Arsenal (43)                                          | 43   |
| 8.   | Lotta Schelin     | 2008-2018 | Olympique lyonnais (41), FC Rosengård (1)                            | 42   |
| 9.   | Nina Burger       | 2005-2020 | SV Neulengbach (40)                                                  | 40   |
| 10.  | Hanna Ljungberg   | 2001-2009 | Umeå IK (39)                                                         | 39   |

#### Meilleures passeuses
| Année | Joueuses                                                     | Club                                                         | Nombre de passes                                             |
| ----- | ------------------------------------------------------------ | ------------------------------------------------------------ | ------------------------------------------------------------ |
| 2002  | Aucune donnée connue à ce jour, votre aide est la bienvenue. | Aucune donnée connue à ce jour, votre aide est la bienvenue. | Aucune donnée connue à ce jour, votre aide est la bienvenue. |
| 2003  | Aucune donnée connue à ce jour, votre aide est la bienvenue. | Aucune donnée connue à ce jour, votre aide est la bienvenue. | Aucune donnée connue à ce jour, votre aide est la bienvenue. |
| 2004  | Aucune donnée connue à ce jour, votre aide est la bienvenue. | Aucune donnée connue à ce jour, votre aide est la bienvenue. | Aucune donnée connue à ce jour, votre aide est la bienvenue. |
| 2005  | Aucune donnée connue à ce jour, votre aide est la bienvenue. | Aucune donnée connue à ce jour, votre aide est la bienvenue. | Aucune donnée connue à ce jour, votre aide est la bienvenue. |
| 2006  | Aucune donnée connue à ce jour, votre aide est la bienvenue. | Aucune donnée connue à ce jour, votre aide est la bienvenue. | Aucune donnée connue à ce jour, votre aide est la bienvenue. |
| 2007  | Aucune donnée connue à ce jour, votre aide est la bienvenue. | Aucune donnée connue à ce jour, votre aide est la bienvenue. | Aucune donnée connue à ce jour, votre aide est la bienvenue. |
| 2008  | Aucune donnée connue à ce jour, votre aide est la bienvenue. | Aucune donnée connue à ce jour, votre aide est la bienvenue. | Aucune donnée connue à ce jour, votre aide est la bienvenue. |
| 2009  | Aucune donnée connue à ce jour, votre aide est la bienvenue. | Aucune donnée connue à ce jour, votre aide est la bienvenue. | Aucune donnée connue à ce jour, votre aide est la bienvenue. |
| 2010  | Maria Karlsson Fatmire Alushi                                | Linköpings FC 1.FFC Turbine Potsdam                          | 6                                                            |
| 2011  | Fatmire Alushi                                               | 1.FFC Turbine Potsdam                                        | 8                                                            |
| 2012  | Lotta Schelin                                                | Olympique lyonnais                                           | 6                                                            |
| 2013  | Rachel Yankey                                                | Arsenal                                                      | 6                                                            |
| 2014  | Karen Carney                                                 | Chelsea                                                      | 7                                                            |
| 2015  | Dzsenifer Marozsán                                           | 1.FFC Francfort                                              | 8                                                            |
| 2016  | Kirsten van de Ven Kateřina Svitková                         | Tyresö FF Slavia Prague                                      | 5                                                            |
| 2017  | Dzsenifer Marozsán Camille Abily                             | Olympique lyonnais                                           | 5                                                            |
| 2018  | Shanice van de Sanden                                        | Olympique lyonnais                                           | 6                                                            |
| 2019  | Caroline Graham Hansen                                       | Vfl Wolfsbourg                                               | 4                                                            |
| 2020  | Dzsenifer Marozsán                                           | Olympique lyonnais                                           | 5                                                            |
| 2021  | Guro Reiten                                                  | Chelsea                                                      | 7                                                            |
| 2022  | Selma Bacha                                                  | Olympique lyonnais                                           | 7                                                            |
| 2023  | Aitana Bonmatí                                               | FC Barcelone                                                 | 8                                                            |
| 2024  | Aitana Bonmatí                                               | FC Barcelone                                                 | 6                                                            |